# Clinocera aquatica
Clinocera aquatica är en tvåvingeart som först beskrevs av Becker 1914.  Clinocera aquatica ingår i släktet Clinocera och familjen dansflugor.
Artens utbredningsområde är Kenya. Inga underarter finns listade i Catalogue of Life.